# 292991 Lyonne
292991 Lyonne este o planetă minoră (asteroid), cu un diametru de 3,289 km, din centura de asteroizi. A fost descoperită pe 17 noiembrie 2006 la Nogales de Jean-Claude Merlin⁠(d). 
Obiectul prezintă o orbită caracterizată de o semiaxă mare de 2,7971437045225 UAi, o excentricitate de 0,02, o înclinație de 5,2 ° în raport cu ecliptica.